# Charles N. Lamison
Charles Nelson Lamison, född 1826 i Columbia County i Pennsylvania, död 24 april 1896 i Topeka i Kansas, var en amerikansk demokratisk politiker. Han var ledamot av USA:s representanthus 1871–1875.
Lamison studerade juridik och inledde 1848 sin karriär som advokat i Ohio. I amerikanska inbördeskriget tjänstgjorde han i nordstatsarmén och befordrades till major. År 1871 efterträdde han William Mungen som kongressledamot och efterträddes 1875 av Americus V. Rice. Lamison avled 1896 och gravsattes på Woodlawn Cemetery i Lima i Ohio.